# Daniela Reimer
Daniela Reimer, född den 26 september 1982 i Potsdam i Tyskland, är en tysk roddare.
Hon tog OS-silver i lättvikts-dubbelsculler i samband med de olympiska roddtävlingarna 2004 i Aten.